# Dos sonats i molts revolts
Dos sonats i molts revolts (títol original:The Dukes of Hazzard) és una pel·lícula estatunidenca dirigida per Jay Chandrasekhar el 2005, i protagonitzada per Seann William Scott, James Roday, Willie Nelson, Jessica Simpson, Joe Don Baker, Burt Reynolds, Lynda Carter i Johnny Knoxville.
Burt Reynolds (Raven) i Willie Nelson també tenen un paper en aquesta producció sobre carreteres secundàries, licors, baralles i grangeres atractives. La sèrie "The Dukes of Hazzard" es va emetre en la televisió estatunidenca a principis dels vuitanta amb gran èxit a causa de la seva peculiar combinació de sabor meridional, acció i trepidants persecucions. La pel·lícula ha sabut recollir aquest sabor típicament nord-americà. Ha estat doblada al català.

## Argument

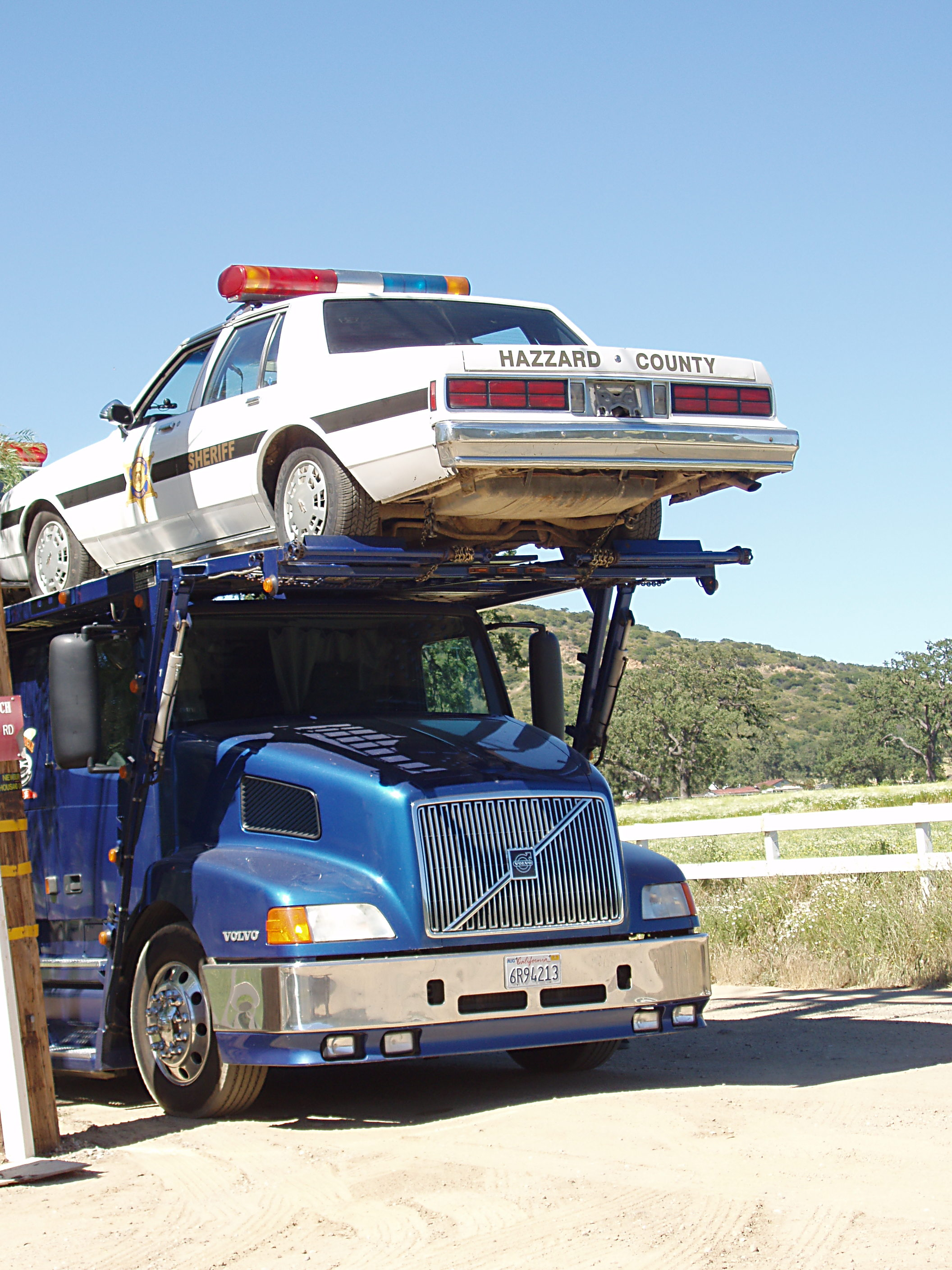
Carro del Xèrif a Thousand Oaks, Califòrnia.

La família Duke es dedica a la destil·lació il·legal de licor, que arriba als clients gràcies als viatges a tota pastilla dels cosins Bo i Luke. La cosina Daisy treballa en el Boar's Nest, el millor bar del comtat, i, encara que no ho sembli, és dura com una Duke. En aquesta ocasió, Bo, Luke i Daisy estan en la carretera conduint a tota velocitat en un intent de protegir la seva ciutat, en la qual el deshonest comissionat Boss Hogg està confiscant terres de forma il·legal.

## Repartiment
- Seann William Scott: Beauregard "Bo" Duke.
- Johnny Knoxville: Lucas "Luke" Duke.
- Jessica Simpson: Daisy Duke
- Burt Reynolds: Jefferson Davis "Boss JD" Hogg.
- Willie Nelson: L'Oncle Jesse Duke
- David Koechner: Cooter Davenport
- MC Gainey: Xèrif Rosco P. Coltrane
- Lynda Carter: Pauline
- James Roday: Billy Prickett
- Michael Weston: Enos Xèrif Adjunt de Strate
- Kevin Heffernan: Derek "Sheev" Sheevington.
- Nikki Griffin -Lynn Johnson: Katie
- Jacqui Maxwell: Annette
- Alice Greczyn: Laurie Pullman
- Junyr Brown (narrador).
- Rip Taylor: ell mateix (cameo)

## Rebuda
- Taquilla: La pel·lícula va ser número 1 en la taquilla el seu primer cap de setmana i va recaptar 30,7 milions de dòlars en 3.785 pantalles. La pel·lícula finalment va aconseguir recaptar 110,5 milions dòlars a tot el món, encara que va no va funcionar massa bé als EUA.
- Premis 2005: Razzie: 7 nominacions, incloent pitjor pel·lícula, director i guió
- Crítica: "Proposta de encefalograma pla, amb menys gràcia que un gelat d'ortigues i amb un parell d'imbècils com a protagonistes"[3]

## Música
Jessica Simpson va gravar la seva pròpia versió de These Boots Are Made for Walkin  (i va agregar les seves pròpies lletres) per a la banda sonora de la pel·lícula. Dirigida des del punt de vista del seu personatge en la pel·lícula, va ser llançat com a primer single de la banda sonora el 2005. Aquesta cançó es va convertir en el cinquè top 20 de les llista musicals dels Estats Units a Billboard i el seu video musical va tenir certa controvèrsia a causa de les seves imatges sexuals.